# María Luisa Pacheco
María Luisa Mariaca Dietrich de Pacheco, conocida como María Luisa Pacheco (La Paz, Bolivia, 22 de septiembre de 1919 - New York, 23 de abril de 1982), fue una pintora abstracta boliviana que produjo la mayor parte de su obra en los Estados Unidos.

## Biografía
Nació en La Paz, hija del arquitecto boliviano Julio Mariaca Pando y de la ciudadana  alemana Teresa Dietrich. Estudió en el colegio Sagrados Corazones y luego en la Academia de Bellas Artes Hernando Siles. A fines de la década de 1940 y hasta 1951, trabajó como ilustradora y como editora de la sección literaria del diario La Razón. En este periodo, realizó su primera exposición individual de pinturas indigenistas en el Salón Municipal de La Paz.En 1939 se casó con Víctor Pacheco de quien se separaría en 1956 manteniendo el apellido Pacheco con fines prácticos. En 1951 ganó una beca del Gobierno de España para estudiar durante un año en la Real Academia de Bellas Artes de San Fernando en Madrid. En esa ciudad ingresó al taller del artista español Daniel Vázquez . Retornó a Bolivia para enseñar en la Academia de Bellas Artes. En 1953 participó en la primera exposición de arte abstracto realizada en Bolivia titulada, Ocho pintores  contemporáneos, junto a artistas como Mario Campuzano, Jorge Carrasco Núñez del Prado y María Esther Ballivián. En 1954 ganó el Gran Premio del primer Salón Municipal Pedro Domingo Murillo con la pintura "Siembra". En 1954 también ganó un premio especial en la II Bienal Hispanoamericana de Arte de La Habana, Cuba, y en 1955, participó por primera vez en la Bienal de São  Paulo.
En 1956, con la colaboración del galerista chileno Armando Zegri (1899-1972), se trasladó junto a sus dos hijos a EEUU, país en el que entró en contacto con las manifestaciones artísticas del Expresionismo Abstracto de la Escuela de Nueva York y el Informalismo europeo.  Durante un par de años trabajó como ilustradora en Life Magazine y como diseñadora de tapices en la New Line Designers Studio of New York. En su primer año en Nueva York obtuvo la ciudadanía estadounidense.
En 1958, 1959 y 1960 ganó tres becas Guggenheim de la John Simon Guggenheim Memorial Foundation, beneficios que le permitieron dedicarse por entero a la pintura. En esta época su obra fue incluida en importantes exposiciones internacionales como la Bienal de São Paulo de 1959, South American Art Today del Museo de Arte de Dallas (1959) y New Departures: Latin America en el Instituto de Arte Contemporáneo de Boston (1960).  
Entre finales de la década de 1950 hasta su muerte en 1982 produjo una vasta obra abstracta caracterizada por formas macizas que recuerdan las montañas del paisaje andino o los grandes rascacielos de la ciudad de Nueva York. Su obra en pintura se caracteriza por la combinación de materiales variados como pigmentos, madera, arenas y telas de diferente textura.
Entre agosto y septiembre de 1976, la artista presentó su única exposición retrospectiva en Bolivia en las salas del Museo Nacional de Arte.    
De acuerdo a la historiadora del arte norteamericana Jacqueline Barnitz, entre 1951 y 2004 se realizaron aproximadamente 53 exposiciones individuales de la obra de Pacheco en museos y galerías de América y Europa, siendo  incluida además en 92 muestras colectivas. En las décadas de 1960 y 1970 su pintura se expuso con regularidad en galerías de EEUU como Zegri, Berta Schaefer, Rose Fried, Signs y Lee Ault and Company.  En 2021 una de sus obras alcanzó un precio de 52.920 dólares en una subasta de Sotheby's de New York.

## Arte
María Luisa comenzó su trabajo artístico a finales de los años 1930, dentro del realismo académico, retratando principalmente en sus obras el paisaje y la figura humana.Posteriormente realizó obras que combinan la corriente indigenista con el cubismo analítico como "Siembra".
La pintura abstracta de María está inspirada por la cultura quechua y aimara de Bolivia, en la vida de la mujer rural, y en los glaciares y los picos de la Cordillera de los Andes. Sintetizó y renovó la figura de la campesina con formas cubistas, demostrando la enseñanza recibida de parte de sus primeros maestros.
A su llegada a Nueva York, comenzó a pintar imágenes geográficas —tanto neoyorquinas como andinas— que le permitió convertirse en una pensadora y distribuidora del espacio y la forma, e hizo que su obra se transforme en algo particular. Tras la obtención de su ciudadanía estadounidense, su lenguaje se tornó totalmente informal y abstracto, enfatizando el expresionismo.
Se la reconoce por ser la boliviana más destacada representante del expresionismo abstracto.
A finales de la década de 1960, amplió el concepto indigenista. Sus obras se transformaron en formas imaginarias que se puede identificar con estructuras arquitectónicas modernas, tanto de Nueva York como con el paisaje andino.

## Premios
- Primer Premio en pintura del Salón Pedro Domingo Murillo con la obra Siembra (1953);[1]
- Premio de Pintura de la Bienal de Sao Paulo (Brasil, 1959).[1]